# ロレンツァーナ
ロレンツァーナ (Lorenzana) は、人口1,200人のイタリア共和国トスカーナ州ピサ県に存在したコムーネの一つである。2014年1月1日に、クレスピーナと合併して、クレスピーナ・ロレンツァーナとなった。